# Conquista islamica della Persia
La conquista islamica della Persia segnò una svolta decisiva nella storia di questo Paese. Nel volgere di alcuni secoli la maggioranza dei Persiani abbandonò lo Zoroastrismo e divenne musulmana, mentre le caratteristiche della civiltà persiana venivano assorbite dalla nuova classe dirigente islamica. La rapida conquista della Persia in una serie di ben coordinati attacchi su più fronti, diretta dal Califfo ʿUmar da Medina, contribuì alla reputazione del califfo di grande stratega militare e politico.

## Il quadro storico e politico
Mentre il confine tra l'impero romano (e poi bizantino) e quello persiano (e poi sasanide), rappresentato per molti secoli dall'alto corso dell'Eufrate, era pesantemente fortificato e presidiato dai due eserciti, il confine meridionale dei due stati era esposto alle incursioni delle popolazioni arabe a scopo di rapina e saccheggio. Nacque così l'esigenza di costituire degli stati vassalli che potessero funzionare da cuscinetto e tenere a bada i predoni, oltre che svolgere compiti di guerriglia contro i nemici.
I vassalli dei bizantini erano gli arabi Ghassanidi, che emigrarono nel 250 dallo Yemen alla Siria meridionale, stabilendo la loro capitale sulle alture del Golan, mentre i Lakhmidi erano diventati vassalli dei Sasanidi e vivevano nell'Iraq meridionale, con al-Ḥīra quale loro capitale. All'inizio del VII secolo gli imperi bizantino e sasanide si erano affrontati in una guerra che aveva finito per indebolirli entrambi. Con Cosroe II (590-628) sul trono, i Persiani avevano conquistato tutti i possedimenti bizantini in Vicino Oriente fino all'Asia Minore, ed erano stati accolti come salvatori in Egitto dalla popolazione, in maggioranza cristiana monofisita, che aveva subito dure persecuzioni da parte di Costantinopoli. L'imperatore bizantino Eraclio (610-641), però, con una manovra di accerchiamento era riuscito a penetrare in Mesopotamia, dove inflisse una schiacciante sconfitta ai Sasanidi a Ninive (12 dicembre 627), e a riprendersi tutti i territori perduti.
In Egitto, dopo la riconquista, i bizantini scatenarono una violenta persecuzione contro i monofisiti, alienandosi il favore dei Ghassanidi che appartenevano a quella confessione, mentre in Persia alla disfatta fece seguito un deterioramento del potere dello scià e una disaffezione nei suoi confronti da parte dei vassalli Lakhmidi, che divennero di fatto indipendenti e non assicurarono più la protezione della frontiera dello Shaṭṭ al-ʿArab.

### L'occupazione araba della Persia
La prima espansione araba si era sviluppata in tre direzioni: verso la Mesopotamia, verso Siria e Palestina e verso l'Egitto, favorita dall'indebolimento dei due grandi imperi. Il successore di Maometto, il califfo Abū Bakr, si impadronì senza difficoltà di al-Hīra nel 633 e raggiunse le sponde dell'Eufrate nel 634. Dopo aver sconfitto i Bizantini nella battaglia del Yarmuk (636), il secondo califfo ʿUmar b. al-Khaṭṭāb poté trasferire le sue truppe a oriente e riprendere le ostilità con i Sasanidi.
Lo scontro decisivo avvenne ad Qādisiyya (637), dove l'esercito persiano guidato da Rostam fu sconfitto al termine di una battaglia protrattasi per una settimana e abbandonò tutto il basso Iraq agli Arabi che vi fondarono due basi fortificate (miṣr), Bassora e al-Kūfa.
Da qui essi avanzarono verso nord e verso est, occuparono Ahwāz e il Khūzistān (639), presero Ctesifonte (che rinominarono Madāʾin per il fatto che Ctesifonte sorgeva di fronte all'antica Seleucia), sconfissero nel 642 lo Shāhanshāh Yazdegerd III a Nihāvand, e si aprirono così la strada verso Isfahan e l'Iran centrale.
Poiché gli Arabi offrivano una relativa tolleranza religiosa ai popoli che si sottomettevano senza opporre resistenza, i nativi non avevano molto da perdere nel cooperare con gli invasori, facilitando così l'occupazione. Fu solo a metà del VII secolo, comunque, che cessò ogni resistenza da parte dell'elemento persiano. La conversione, che portava indubitabili vantaggi, fu abbastanza rapida tra la popolazione dei centri urbani, ma molto più lenta tra i contadini e la popolazione rurale, sicché la maggioranza dei Persiani non divenne musulmana fino al IX secolo.
Gli zoroastriani, all'inizio perseguitati dagli Arabi, furono infine riconosciuti tra la "Gente del Libro" (Ahl al-Kitab) citata nel Corano, ai quali il profeta Maometto aveva riservato la più ampia tolleranza. Gli Alidi (seguaci di ʿAlī b. Abī Ṭālib, più tardi evolutisi nello Sciismo), sebbene già presenti fin dall'inizio dell'islamizzazione, non divennero maggioranza se non a partire dal XV secolo per violenta imposizione alla popolazione persiana della dinastia Safavide. La lingua persiana, infine, adottò numerosi prestiti dall'arabo e non fu più scritta con l'alfabeto pahlavi ma con caratteri arabi.

## Storiografia
Quando gli studiosi accademici occidentali cominciarono a studiare la conquista islamica della Persia, essi potevano fare affidamento soltanto sui resoconti del vescovo cristiano armeno Sebeos, e sui resoconti arabi scritti diverso tempo dopo gli avvenimenti descritti. Lo studio più significativo fu probabilmente quello di Arthur Christensen, la cui opera L'Iran sous les Sassanides fu pubblicata a Copenaghen e Parigi nel 1944.
Tuttavia, la storiografia recente, sia Iraniana che Occidentale, ha cominciato a mettere in dubbio la tradizionale narrativa. Parvaneh Pourshariati, nel suo Decline and Fall of the Sasanian Empire: The Sasanian-Parthian Confederacy and the Arab Conquest of Iran, pubblicato in 2008, fornisce una descrizione dettagliata dei problemi insorti nella ricostruzione esatta degli avvenimenti e mette in dubbio fatti fondamentali della narrativa tradizionale, compresa la cronologia e date specifiche degli avvenimenti.
La tesi centrale di Pourshariati è che, contrariamente a quanto si ritiene solitamente, l'Impero sasanide era altamente decentralizzato, ed era nei fatti una "confederazione" con i Parti, che conservavano un alto livello di indipendenza. Malgrado le loro recenti vittorie sui Bizantini, i Parti inaspettatamente si ritirarono dalla confederazione, e i Sasanidi erano dunque impreparati e mal equipaggiati per opporre un'efficace e coesa difesa contro gli invasori musulmani. Inoltre, le potenti famiglie partiche settentrionali e orientali, i kust-i khwarasan e i kust-i adurbadagan, si ritirarono nello loro rispettive fortezze e fecero pace con gli Arabi, rifiutando di combattere insieme ai Sasanidi.
Un altro tema importante dello studio di Pourshariati è una svalutazione della cronologia tradizionale. Pourshariati sostiene che la conquista araba della Mesopotamia "ebbe luogo, non, come viene ritenuto convenzionalmente, negli anni 632-634, dopo l'ascesa al trono dell'ultimo re sasanide Yazdgird III (632-651), ma nel periodo dal 628 al 632."
Una importante conseguenza di questo cambiamento della cronologia degli eventi implica che l'aggressione araba ebbe luogo proprio quando i Sasanidi erano impegnati in una guerra interna per la successione al trono sasanide.

## L'Impero sasanide prima della Conquista
Dal I secolo a.C., il confine tra l'Impero romano (poi bizantino) e quello dei Parti (successivamente dei Sasanidi) era stato il fiume Eufrate. Il confine era costantemente conteso. La maggior parte delle battaglie, e dunque delle fortificazioni, erano concentrate nelle collinose regioni del nord, in quanto il vasto deserto arabo o siriano (Arabia romana) separava gli imperi rivali al sud. Gli unici pericoli provenienti dal sud erano saccheggi occasionali da parte delle tribù nomadi di Arabi. Entrambi gli imperi, per cui, si allearono con piccoli e semi-indipendenti principati arabi, in modo da creare degli stati cuscinetto che proteggessero Bisanzio e la Persia dagli attacchi dei beduini. I clienti bizantini erano i Ghassanidi; quelli persiani erano i Lakhmidi. Nel VI e nel VII secolo, diversi fattori contribuirono a distruggere l'equilibrio di potere che era durato così tanti secoli.

### Rivolta degli Stati clienti arabi (602)

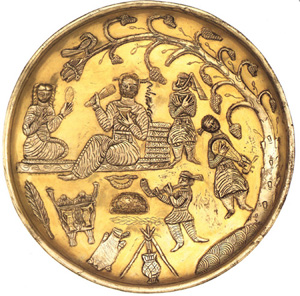
Musici sasanidi ritratti su un piatto del VII secolo.

I clienti bizantini, gli Arabi Ghassanidi, si convertirono al Monofisismo, una forma di Cristianesimo ritenuta eretica dalla Chiesa. I Bizantini tentarono di sopprimere l'eresia, alienandosi il sostegno dei Ghassanidi e provocando rivolte sulle loro frontiere desertiche. Anche i Lakhmidi si rivoltarono contro il re persiano Cosroe II. al-Nuʿmān III (figlio di al-Mundhir IV), il primo re cristiano lakhmide, fu deposto e ucciso da Cosroe II nel 602, a causa del suo tentativo da liberarsi dalla tutela sasanide. Dopo l'assassinio di Cosroe, l'Impero persiano si fratturò e i Lakhmidi divennero effettivamente semi-indipendenti. Si ritiene ora che l'annessione del regno dei Lakhmidi fu uno dei fattori principali della Caduta della dinastia sasanide e della conquista islamica della Persia, poiché i Lakhmidi accettarono di agire come spie al servizio dei musulmani dopo essere stati sconfitti nella Battaglia di al-Hira da Khalid ibn al-Walid.

### Guerra bizantino-sasanide (602-628)
Il sovrano persiano Cosroe II (Parviz) aveva represso una pericolosa rivolta scoppiata nel suo impero all'inizio del suo regno, il tentativo di usurpazione di Bahram Chobin. Successivamente concentrò le sue energie contro i Bizantini, portando alla guerra romano-persiana del 602-628. Dal 612 al 622, espanse i territori dell'Impero persiano conquistando Siria, Palestina ed Egitto.
I Bizantini si riorganizzarono e prepararono una controffensiva nel 622 condotti dal loro imperatore Eraclio. Cosroe fu sconfitto nella Battaglia di Ninive nel 627, e i Persiani accettarono di firmare una pace con cui si riportavano i confini dei due imperi alle stesse frontiere del 602.

#### Assassinio di Cosroe II

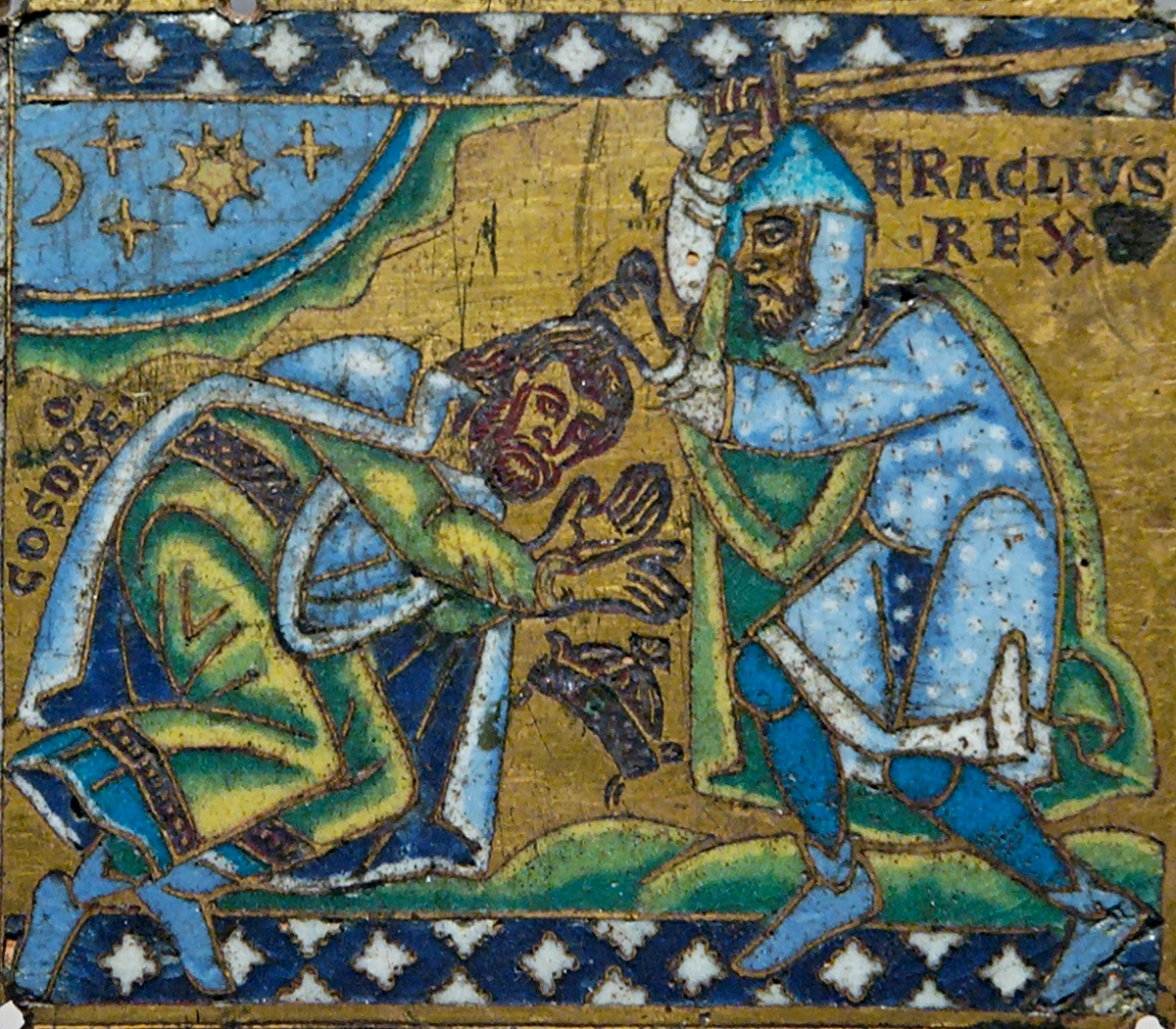
Il re sasanide Cosroe II mentre si sottomette all'Imperatore bizantino Eraclio, opera del XII secolo.

Cosroe II fu assassinato nel 628 e ciò portò ad una guerra per la successione tra i tanti pretendenti; dal 628 al 632 circa dieci sovrani tra re e regine governarono la Persia. L'ultimo, Yazdegerd III, era un nipote (di nonno) di Cosroe II ed era ancora un bambino, anche se si ignora la sua esatta data di nascita.

### Durante la vita di Maometto
Dopo l'Accordo di al-Hudaybiyya nel 628, la tradizione islamica vuole che Maometto inviò molte lettere ai principi, re, e capi delle varie tribù e regni dell'epoca, invitandoli a convertirsi all'Islam. Queste lettere furono portate da ambasciatori in Persia, Bisanzio, Etiopia, Egitto, Yemen, e al-Ḥīra (Mesopotamia) nello stesso giorno. Questa asserzione è stata indagata da alcuni storici moderni dell'Islam — ad esempio Grimme e Caetani. Particolarmente dubbia è l'asserzione che Cosroe II avrebbe ricevuto una lettera da Maometto, in quanto la cerimonia di corte sasanide era notoriamente complessa, ed è improbabile che una lettera proveniente da una potenza minore regionale dell'epoca possa aver raggiunto le mani dello Shāhanshāh.
Riguardo alla Persia, le storie islamiche narrano che all'inizio del settimo anno dall'Egira, Maometto incaricò uno dei suoi ufficiali, ʿAbd Allāh Ḥadhāfa b. Qays al-Sahmī al-Qurashī, di portare la sua lettera a Cosroe II invitandolo alla conversione. Cosroe, adirato, distrusse la lettera.

## Ascesa del Califfato
Deceduto Maometto nel giugno 632, Abū Bakr fu nominato califfo e successore politico del Profeta a Medina. Poco tempo dopo l'elezione di Abū Bakr, diverse tribù arabe si rivoltarono, portando allo scoppio della Guerra della Ridda (Guerre dell'Apostasia). Le Guerre della Ridda preoccuparono il Califfato dei Rashidun fino al marzo 633, e terminarono con la sottomissione dell'intera penisola araba sotto l'autorità del Califfo a Medina.
Se Abū Bakr intendeva intraprendere fin dall'inizio la conquista di un vasto impero è ignoto, ma diede comunque inizio ad un processo storico che nel giro di pochi decenni avrebbe portato alla formazione di uno degli imperi più vasti della storia, ordinando al generale Khālid b. al-Walīd di invadere con un consistente esercito i Sasanidi.

## Prima invasione della Mesopotamia (633)

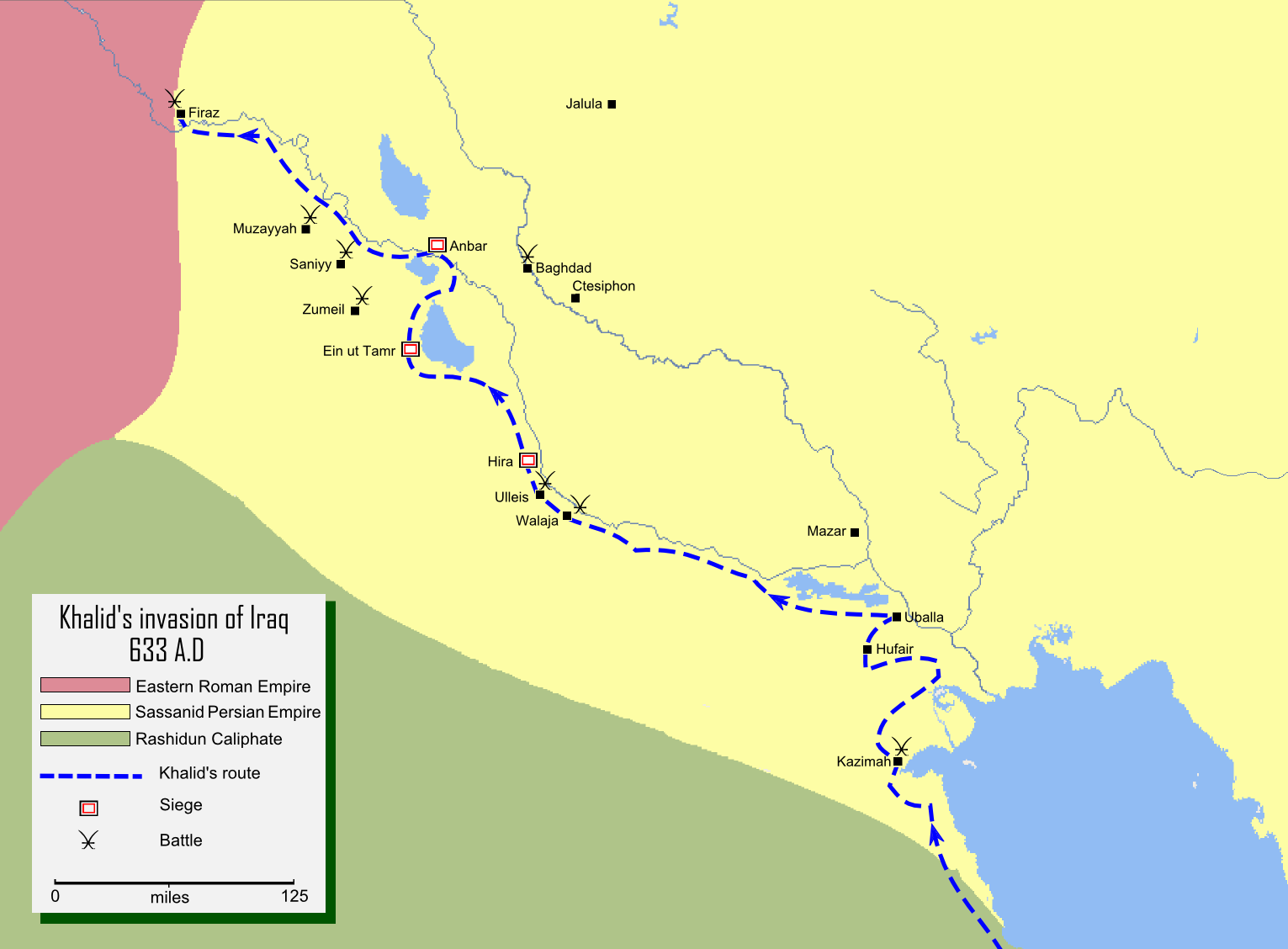
Mappa che descrive in dettaglio il percorso della conquista della Mesopotamia compiuta da Khalid ibn Walid.

In seguito alle Guerre della Ridda, un capo tribale dei Banu Bakr, al-Muthannā b. Ḥāritha, proveniente dell'Arabia nord-orientale, sferrò alcune incursioni contro le città persiane in Mesopotamia (odierno Iraq). Abū Bakr era ora abbastanza potente per attaccare l'Impero persiano a nord-est e l'Impero bizantino a nord-ovest. Vi erano tre motivi per intraprendere la conquista:
1. Lungo i confini tra l'Arabia e questi due grandi imperi vi erano numerose tribù arabe nomadi che formavano stati cuscinetto tra Persiani e Romani. Abū Bakr sperava che queste tribù si convertissero all'Islam e contribuissero alla sua diffusione.
2. Le leggi di tassazione persiana e romana erano arbitrarie e oppressive; Abū Bakr riteneva che gli abitanti oppressi dalle tasse avrebbero accolto gli Arabi come liberatori.
3. Con due imperi giganteschi che circondavano la Penisola arabica, l'Arabia correva potenziali pericoli. Abū Bakr sperava che, attaccando Iraq e Siria, avrebbe rimosso i pericoli dai confini dello Stato islamico.[13]

Con il successo delle incursioni, fu accumulato un considerevole bottino di guerra. al-Muthannā b. Ḥāritha si recò a Medina per informare il Califfo Abū Bakr dei suoi successi e fu nominato comandante dell'esercito, dopodiché cominciò a penetrare sempre più in profondità in Mesopotamia. Sfruttando la mobilità della sua cavalleria leggera poteva agevolmente saccheggiare ogni città presso il deserto per poi ritirarsi con rapidità nel deserto, nel quale l'esercito sasanide era incapace di inseguirlo. I successi di al-Muthannā persuasero Abū Bakr ad espandere il Califfato dei Rashidun.
Per essere certo della vittoria, Abū Bakr prese due decisioni riguardanti l'attacco alla Persia: primo, l'esercito invasore sarebbe stato formato interamente da volontari; secondo, di affidare l'esercito al suo miglior generale: Khālid b. al-Walīd. Dopo aver sconfitto l'autoproclamatosi profeta Musaylima nella Battaglia della Yamama, Khālid era ancora in Yamāma quando Abū Bakr gli inviò ordini di invadere l'Impero sasanide. Rendendo al-Hira l'obiettivo di Khālid, Abū Bakr inviò rinforzi e ordinò ai capi tribali dell'Arabia nord-orientale, al-Muthannā b. Ḥāritha, Mazhūr b. ʿAdī, Harmala e Sulma di operare sotto il comando di Khalid con i loro uomini. Intorno alla terza settimana di marzo 633 (prima settimana di Muharram del 12 E.) Khālid partì dalla Yamāma con un esercito di 10000 uomini. I capi tribali, con 2000 guerrieri ognuno, si unirono a Khālid, portando il suo esercito a 18000 truppe.
Dopo essere entrato in Iraq con il suo esercito di 18000 uomini, Khālid vinse quattro battaglie consecutive: la Battaglia di Dhat al-Salasil (delle "catene"), combattuta nell'aprile 633; la Battaglia di al-Madhār (chiamata genericamente dagli Arabi "della confluenza dei fiumi", o "dei due canali"), combattuta tra metà aprile e metà maggio (mese lunare di safar) del 633 e che causò la morte di 3000 guerrieri persiani; la battaglia di al-Walaja, combattuta nel maggio 633 (in cui egli applicò con successo la tattica del "doppio avvolgimento" del nemico), e la battaglia di Ullays, combattuta a metà maggio 633. Nell'ultima settimana di maggio 633, la capitale dell'antico regno dei Lakhmidi (ridotto a satrapia persiana, con un suo marzbān, ossia governatore) cadde in mano musulmana dopo una vana resistenza nella battaglia di al-Hira. Dopo aver fatto riposare le sue truppe, Khalid si diresse nel giugno 633 verso al-Anbar, e dopo aver vinto la battaglia di al-Anbar, assediò la città per alcune settimane, riuscendo a prenderla nel luglio 633. Khālid poi si diresse a sud, e conquistò la città di ʿAyn al-Tamr dopo aver vinto la Battaglia di ʿAyn al-Tamr nell'ultima settimana di luglio 633. Da quel momento in poi, quasi l'intera Mesopotamia era in mano islamica.
Khālid si spostò poi verso Dūmat al-Jandal, nel settentrione arabo, per soccorrere il comandante arabo musulmano ʿIyād ibn Ghanm, rimasto intrappolato da alcune tribù ribelli. Khālid giunse a Dūmat al-Jandal e sconfisse i suoi difensori Arabi cristiani nella Battaglia di Dumat al-Jandal nell'ultima settimana di agosto del 633. Tornando dall'Arabia, ebbe notizia del raduno di un numeroso esercito persiano. Nel giro di poche settimane decise di affrontarlo e sconfisse lo stuolo in una geniale serie di battaglie separate, evitando così di restare in inferiorità numerica. Quattro formazioni di Persiani e di truppe ausiliare cristiane, già lakhmidi, furono presenti a Hanafiz, Zumayl, Sanni e Muzayya. Khālid divise il suo esercito in tre unità e decise di aggredire nel novembre 633 questi ausiliari, a uno a uno, da tre differenti direzioni e di notte, dapprima nella Battaglia di Muzayya, poi in quella di Sanni e infine in quella di Zumayl. Tali devastanti sconfitte persiane misero fine al controllo sasanide della Mesopotamia. Nel dicembre 633, Khālid raggiunse la città frontaliera di Firaz, in cui sbaragliò le forze combinate dei persiani Sasanidi, Bizantini e dei loro ausiliari Arabi cristiani nella Battaglia di Firaz. Questa fu la sua ultima battaglia nella Campagna di conquista dell'Iraq. Dopo tali conquiste, Khālid lasciò la Mesopotamia per guidare le forze islamiche nella campagna di Siria contro i Bizantini, lasciando a presidiare le conquiste mesopotamiche il comandante beduino dei Banū Bakr ibn Wāʾil, al-Muthannā b. Ḥāritha.

## Seconda invasione della Mesopotamia (636)
Secondo le ultime volontà di Abū Bakr, ʿUmar b. al-Khaṭṭāb doveva continuare la conquista della Siria e della Mesopotamia. Sui confini nordorientali dell'Impero, in Mesopotamia, la situazione stava deteriorandosi giorno dopo giorno. Durante il califfato di Abū Bakr, Khālid b. al-Walīd era stato inviato sul fronte siriaco per comandare gli eserciti musulmani in quella regione. Non appena Khālid ebbe lasciato la Mesopotamia con metà esercito (9000 soldati), i Persiani decisero di tentare di recuperare i territori perduti. L'esercito musulmano fu costretto a evacuare le zone conquistare e concentrarsi sulle regioni di frontiera. ʿUmar inviò immediatamente rinforzi a al-Muthannā b. Ḥāritha in Mesopotamia sotto il comando di Abū ʿUbayd al-Thaqafi. I Persiani sconfissero Abū ʿUbayd nella Battaglia del Ponte. Tuttavia, in seguito, i Persiani furono sconfitti da al-Muthannā b. Ḥāritha nella Battaglia di al-Buwayb (in arabo البويب‎?). Nel 635 Yazdegerd III cercò l'alleanza con l'Imperatore bizantino Eraclio. Eraclio diede in sposa sua figlia (secondo le tradizioni, sua nipote [di nonno]) al re sasanide, in modo da corroborare l'alleanza. Mentre Eraclio si preparava a una controffensiva maggiore in Siria, Yazdegerd ordinava nel frattempo la costituzione di un immenso esercito per scacciare i musulmani dalla Mesopotamia una volta per tutte. L'obiettivo era un attacco coordinato da entrambi gli imperatori, Eraclio in Siria e Yazdegerd in Mesopotamia, per annientare l'esercito del loro nemico comune, costretto a combattere su due fronti.

### Battaglia di al-Qādisiyya

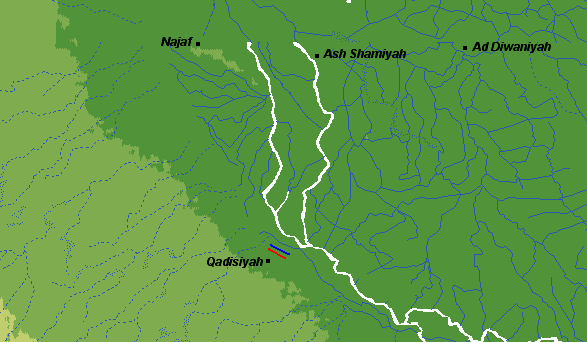
I luoghi della battaglia di al-Qādisiyya, che mostrano l'esercito musulmano (in rosso) e quello sasanide (in blu).

ʿUmar ordinò al suo esercito di ritirarsi nelle zone al confine della Mesopotamia presso il deserto arabo e cominciare a radunare armate per un'altra campagna in quella regione. Gli eserciti arabi erano concentrati presso Medina, e a causa della situazione critica ʿUmar desiderava comandare l'esercito di persona. Questa idea trovò l'opposizione dei membri dell'assemblea consiliare (Majlis al-Shūra) a Medina, che riteneva che la guerra su due fronti richiedeva la presenza di ʿUmar nella capitale califfale. ʿUmar nominò Saʿd b. Abī Waqqāṣ comandante della campagna in Mesopotamia. Saʿd lasciò Medina con il suo esercito nel maggio 636 e arrivò ad al-Qādisiyya a giugno.
Mentre Eraclio lanciò la sua offensiva nel maggio 636, Yazdegerd fu incapace di allestire in tempo le sue armate per aiutare i Bizantini contro gli Arabi. ʿUmar, a conoscenza dell'alleanza tra Bisanzio e la Persia, capitalizzò questo fallimento: non intendendo rischiare una battaglia con due grandi potenze simultaneamente, provvide rapidamente a rinforzare l'esercito musulmano nella battaglia del Yarmuk per scontrarsi e sconfiggere i Bizantini. Nel frattempo, ʿUmar ordinò a Saʿd di entrare in negoziati di pace con Yazdegerd III e invitarlo alla conversione all'Islam in modo da impedire ai Persiani di attaccare gli Arabi. Eraclio aveva raccomandato al suo generale Vahan di non scontrarsi in battaglia con i musulmani senza aver ricevuto ordini espliciti; tuttavia, temendo l'arrivo di ulteriori rinforzi arabi, Vahan attaccò l'esercito musulmano nella battaglia del Yarmuk nell'agosto 636. L'esercito imperiale di Eraclio fu vinto e messo in rotta.
Con la fine della minaccia bizantina, ʿUmar diede ordini a Saʿd di porre fine alle negoziazioni e scontrarsi in battaglia con i Persiani. L'Impero sasanide era ancora una potenza formidabile con vaste riserve di manodopera per gli eserciti, e gli Arabi presto si trovarono ad affrontare un immenso esercito persiano con truppe provenienti da ogni angolo dell'Impero e comandate dai generali di maggior talento. Tra le truppe vi erano persino elefanti di guerra. Nel giro di tre mesi, Saʿd sconfisse l'esercito persiano nella Battaglia di al-Qadisiyya, ponendo effettivamente fine al governo sasanide ad occidente della Persia propriamente detta. Questa vittoria è considerata come un punto di svolta decisivo nell'espansione islamica: con il fior fiore delle truppe persiane sconfitte, Saʿd poté successivamente conquistare agevolmente Babilonia, Koosie, Bahrahsher e Madāʾin. Ctesifonte, la capitale dell'Impero sasanide, cadde nel marzo del 637 a seguito di un assedio durato tre mesi (vedi Assedio di Ctesifonte (637)). L'autore iraniano Kaveh Farrokh, nel suo libro Shadows in the Desert: Ancient Persia at War, descrive in questo modo la caduta di Ctesifonte:
(Kaveh Farrokh, Shadows in the Desert: Ancient Persia at War, Osprey Publishing, 2007, p. 270 ISBN 978-1-84603-108-3, 9781846031083)

## Conquista della Mesopotamia (636-638)
Dopo la conquista di Ctesifonte, alcuni distaccamenti vennero immediatamente inviati in occidente per espugnare Qarqīsiya e Hīt, forti al confine con l'Impero bizantino. Diversi eserciti persiani erano ancora attivi a nordest di Ctesifonte a Jalūla e a nord del Tigri a Tikrīt e Mosul.
Dopo il ritiro da Ctesifonte, le armate persiane si unirono a Jalūla a nordest di Ctesifonte. Jalūla era un luogo di importanza strategica perché attraversata da vie carovaniere che conducevano in Mesopotamia, Khorasan e Azerbaigian. Le forze persiane a Jalūla erano comandate dal generale Mihran. Il vice comandante era il generale Khurrazad, un fratello del generale Rustam, che aveva comandato le forze persiane alla Battaglia di al-Qadisiyya. Come da istruzioni ricevute dal Califfo ʿUmar, Saʿd informò di tutto il Califfo. ʿUmar decise di affrontare prima il problema Jalūla. Il suo piano era prima liberare la via a nord prima di intraprendere ogni azioni decisiva contro Tikrīt e Mosul. ʿUmar affidò il comando della spedizione di Jalūla ad Hāshim b. ʿUṭba mentre ʿAbd Allāh ibn Mutʿim avrebbe dovuto conquistare Tikrit e Mosul. Nell'aprile 637, Hāshim condusse 12000 truppe da Ctesifonte per ottenere una vittoria sui Persiani nella Battaglia di Jalula. Assediò quindi Jalūla per sette mesi. Dopo aver ottenuto una vittoria a Jalūla,ʿ ʿAbd Allāh ibn Mutʿim marciò contro Tikrīt ed espugnò la città solo dopo una ostinata resistenza e con l'aiuto dei cristiani. Successivamente inviò un esercito a Mosul che si arrese, accettando di pagare la jizya. Con la vittoria a Jalūla e l'occupazione della regione di Tikrīt-Mosul, la conquista della Mesopotamia era completata.
Dopo la conquista di Jalūla, un esercito musulmano condotto da Qaʿqaʿ b. ʿAmr marciò per affrontare i Persiani. L'esercito persiano, che evacuò Jalūla, si stabilì a Khaniqīn, a quindici miglia da Jalula lungo la via per l'Iran, sotto il comando del generale Mihran. Qaʿqaʿ sconfisse i Persiani nella Battaglia di Khaniqīn e conquistarono la città di Khaniqīn. I Persiani si ritirarono a Hulwān. Qaʿqa mosse verso Hulwān e assediò la città, conquistandola nel gennaio 638. Qaʿqa cercò di ottenere il permesso di penetrare ulteriormente in territorio persiano, invadendo l'Iran, ma il Califfo ʿUmar non approvò la proposta e scrisse una lettera a Saʿd dichiarando:

### Incursioni dei Persiani in Mesopotamia (638-641)

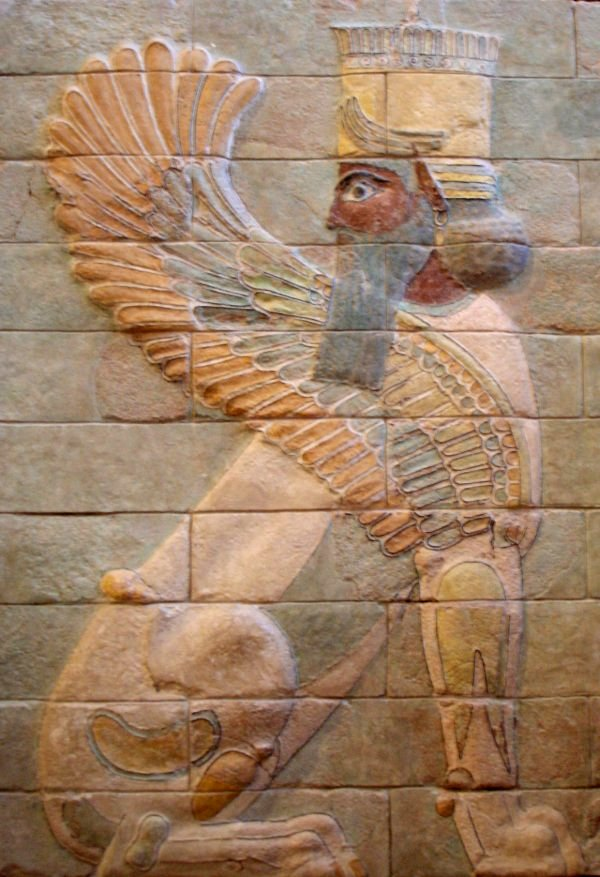
Sfinge alata dal palazzo di Dario il Grande a Susa, trafugata dal generale dei Rāshidūn Abū Mūsā al-Ashʿarī nel 641.

A partire dal febbraio 638 vi fu un periodo di pausa nei combattimenti sul fronte persiano. Il Sawād, la valle del Tigri e l'Eufrate erano ora sotto il completo controllo musulmano. I Persiani si erano ritirati nella Persia propriamente detta, ad est dei Monti Zagros. I Persiani continuarono a sferrare incursioni in Mesopotamia, che rimase politicamente instabile. Nonostante ciò, sembrava che questa dovesse essere la frontiera tra il Califfato dei Rashidun e i Sasanidi. Verso la fine dell'anno 638 Hormuzan, che comandava uno dei reggimenti persiani nella Battaglia di al-Qadisiyya ed era uno dei sette grandi capi della Persia, intensificò le sue incursioni in Mesopotamia; Saʿd, secondo le istruzioni di ʿUmar, intraprese offensive azioni contro Hormuzan, e ʿUṭba b. Ghazwān, aiutato da al-Nuʿmān ibn Muqarrin, attaccò Aḥwaz e costrinse Hormuzan a firmare un trattato di pace con i musulmani secondo il quale Aḥwaz sarebbe rimasto in possesso di Hormuzan e lo avrebbe governato come vassallo dei musulmani e avrebbe pagato un tributo. Hormuzan ruppe il trattato e si rivoltò contro i musulmani. ʿUmar inviò Abū Mūsā al-Ashʿarī, governatore di Baṣra, per fronteggiare Hormuzan. Hormuzan fu sconfitto e cercò di nuovo la pace. ʿUmar accettò l'offerta e Hormuzan divenne così di nuovo vassallo dei musulmani. Questa pace si provò tuttavia a breve termine perché Hormuzan fu rinforzato poco tempo dopo da fresche truppe persiane inviategli dallo Shāhanshāh Yazdegerd III verso la fine del 640. Le truppe si radunarono a Tustar, a nord di Aḥwaz. ʿUmar inviò il Governatore del Kufa, ʿAmmār b. Yāsir, il governatore di Baṣra Abū Mūsā al-Ashʿarī e al-Nuʿmān ibn Muqarrin verso Tustar dove Hormuzan fu sconfitto, catturato e inviato a Medina presso il Califfo ʿUmar, dove sembra si convertisse all'Islam. Rimase un utile consigliere di ʿUmar durante la conquista della Persia. È anche considerato il mandante dell'assassinio del Califfo ʿUmar nel 644. Dopo la vittoria a Tustar, Abū Mūsā marciò contro Susa, luogo di importanza strategica, nel gennaio 641, che fu conquistata dopo due mesi di assedio. Successivamente Abū Mūsā al-Ashʿarī marciò contro Jund-e Sabur, l'unico luogo rimasto di importanza strategica nella provincia persiana di Khuzistan, che si arrese ai musulmani dopo un assedio di alcune settimane.

## Battaglia di Nihavand (641)
Dopo la conquista del Khuzistan, il Califfo ʿUmar desiderava la pace. Sebbene considerevolmente indebolito, l'immagine di un impero persiano inteso come temibile superpotenza risuonava ancora nelle menti degli Arabi, e ʿUmar, prudentemente, intendeva evitare uno scontro militare non necessario con i Persiani; desiderava, piuttosto, lasciare il resto della Persia ai Persiani. ʿUmar disse:
Ma i Persiani la pensavano differentemente: l'orgoglio della superpotenza persiana era stato danneggiato dalla conquista del loro territorio ad opera degli Arabi, e i Sasanidi non potevano accettare l'occupazione araba.

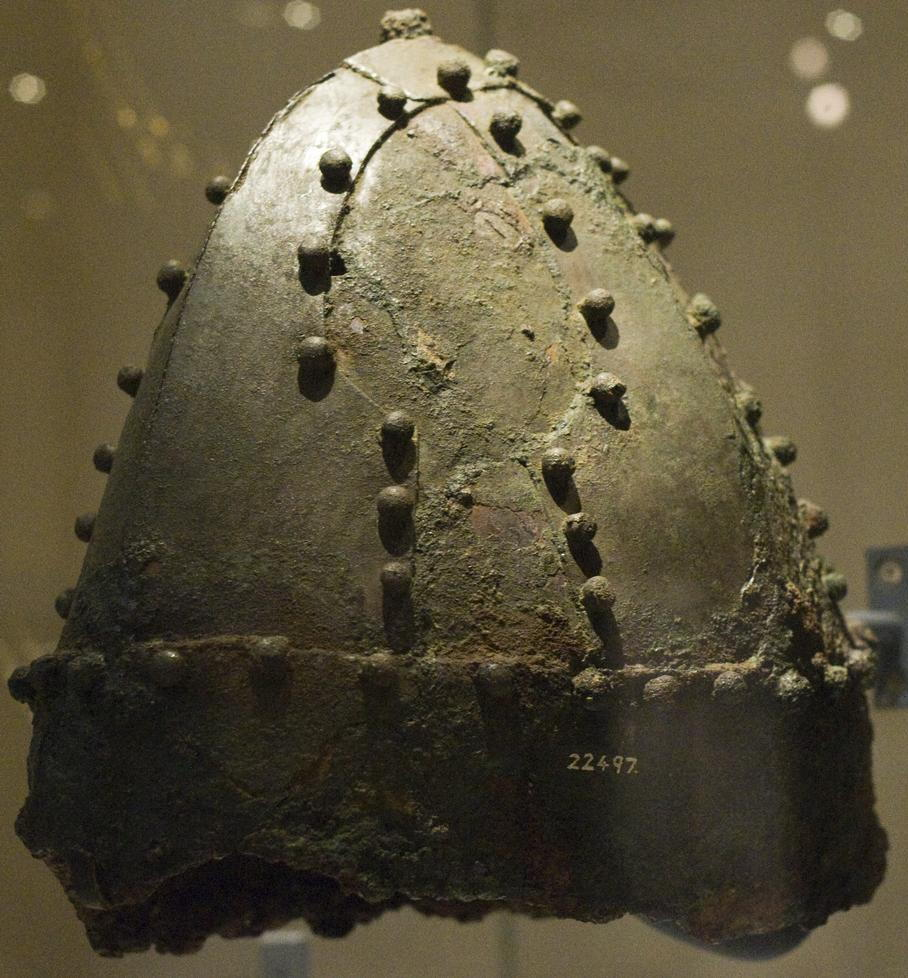
Un elmetto dell'esercito sasanide.

Dopo la sconfitta delle truppe persiane nella Battaglia di Jalula nel 637, lo Shāhanshāh Yazdegerd III si recò dapprima a Rey per poi porre la sua capitale a Merv. Da Merv, ordinò ai suoi capi di condurre continue incursioni in Mesopotamia per destabilizzare la dominazione musulmana. Nel giro dei successivi quattro anni, Yazdegerd III si sentì sufficientemente potente da sfidare gli Arabi cercando di riconquistare la Mesopotamia. L'imperatore di Persia reclutò un esercito formato da veterani e giovani volontari da ogni parte della Persia che marciò a Nihavand dove avvenne l'ultima grande battaglia tra il Califfato e la Persia sasanide. L'esercito persiano era composto da 50 000 guerrieri persiani, comandati da Mardan Shah.
Il governatore di Kufa, ʿAmmār b. Yāsir, fu informato dei movimenti persiani e della concentrazione delle loro forze a Nihavand, e informò a sua volta ʿUmar. Sebbene ʿUmar avesse espresso il desiderio di non espandersi più ad oriente della Mesopotamia, si sentì costretto ad agire a causa della concentrazione dell'esercito persiano a Nihavand. Comprese che fin quando la Persia propriamente detta fosse rimasta sotto dominio sasanide, i Persiani avrebbero cercato di conquistare la Mesopotamia. Ḥudhayfa ibn al-Yamān fu nominato comandante delle forze di Kufa, e gli fu ordinato di marciare a Nihavand. Il Governatore di Baṣra, Abū Mūsā al-Ashʿarī, doveva marciare a Nihavand comandando le truppe di Baṣra, al-Nuʿmān b. Muqarrin marciò da Ctesifonte a Nihavand mentre ʿUmar decise di condurre l'esercito concentrato a Medina di persona e comandare i musulmani in battaglia. La decisione di ʿUmar di comandare l'esercito di persona trovò l'opposizione dei membri dell'Assemblea del Consiglio (Majlis al-Shūra) a Medina. Fu suggerito che ʿUmar avrebbe dovuto comandare la campagna da Medina, e avrebbe dovuto nominare un comandante astuto per condurre i musulmani a Nihavand. ʿUmar nominò al-Mughīra b. Shuʿba comandante delle truppe concentrate a Medina e nominò Nuʿmān ibn Muqrin comandante dei musulmani a Nihavand. L'esercito musulmano partì dunque per Nihavand; dopo essersi concentrato a Tazar, marciò verso Nihavand, dove sconfisse i Persiani nella battaglia di Nihavand nel dicembre 641. Nuʿmān perì in battaglia, e, secondo le istruzioni di ʿUmar, Ḥudhayfa ibn al-Yamān divenne il nuovo comandante. Dopo la vittoria a Nihavand, l'esercito musulmano conquistò l'intero distretto di Hamadan dopo aver incontrato una debole resistenza opposta dai Persiani.

## Conquista della Persia (642-644)
Dopo anni di non combattimento, ʿOmar ibn al-Khaṭṭāb decise ora di adottare una nuova politica espansionistica, programmando un'invasione a larga scala dell'Impero sasanide. La battaglia di Nihavand fu una delle battaglie più decisive della storia islamica, aprendo la strada alla conquista della Persia. Dopo la sconfitta devastante subita a Nihavand, l'ultimo imperatore sasanide, Yazdegerd III, non fu più in grado di opporre a ʿUmar forze in grado di resistere all'invasione araba. Temendo di essere ucciso o catturato dagli Arabi, Yazdegerd III fuggì a Marv quando il luogotenente di ʿUmar era sul punto di catturarlo: si salvò fuggendo in Cina, dove ʿUmar non poteva raggiungerlo. In questo modo, la dinastia sasanide, che aveva governato la Persia per quattro secoli, si estinse. La conquista dell'Impero sasanide costituì il più grande trionfo di ʿUmar, perché diresse le operazioni a mille chilometri di distanza dai campi di battaglia, e segnò la sua reputazione di uno dei più grandi capi militari e politici di tutti i tempi, come si era dimostrato essere suo cugino Khalid ibn al-Walid (590-642).

### Piano strategico per la conquista della Persia
ʿUmar decise di colpire i Persiani immediatamente dopo la loro sconfitta a Nihavand, avendo guadagnato un vantaggio psicologico su di essi. Il principale problema strategico per ʿUmar era da dove iniziare l'offensiva. Vi erano tre alternative: Fārs a sud, Azerbaigian a nord o Isfahan al centro. ʿUmar scelse Isfahan come primo obiettivo. La sua strategia era di colpire il cuore dell'Impero persiano. Ciò avrebbe tagliato le linee di rifornimento e di comunicazione delle guarnigioni sasanidi dal resto delle province persiane. In altre parole, un attacco a Isfahan avrebbero isolato il Fārs e l'Azerbaijan dal Khurasan. Dopo aver conquistato il cuore della Persia, cioè il Fars e Isfahan, gli attacchi successivi sarebbero stati sferrati simultaneamente contro l'Azerbaijan, la provincia nord-occidentale, e il Sistan, la provincia più orientale dell'Impero persiano. La conquista di queste province avrebbe lasciato il Khurasan, la fortezza di Yazdegerd III, isolato e vulnerabile.
Nell'ultima fase della sua grande campagna, il Khurasan avrebbe dovuto essere attaccato, dando dunque il colpo di grazia all'Impero sasanide. I preparativi vennero completati nel gennaio 642. Il successo del piano dipendeva su quanto brillantemente ʿUmar sarebbe stato in grado di coordinare questi attacchi da Medina, circa 1000 miglia distante dai campi di battaglia in Persia e sulle capacità dei suoi comandanti. ʿUmar affidò la conduzione della spedizione di conquista dell'Impero sasanide ai suoi migliori comandanti. ʿUmar, stavolta, non assunse un unico comandante, ma affidò l'esercito a più comandanti, ognuno con un obiettivo affidato, e solo una volta compiuta la missione ognuno dei comandanti avrebbe agito come subordinato ordinario sotto il nuovo comandante di campo in vista della successiva missione. I motivi per cui ʿUmar non affidò la spedizione a un comandante superiore agli altri sono da ricercare al tentativo di impedire ad ognuno dei suoi comandanti di ottenere sufficiente potere da minacciare l'autorità del califfo stesso.
Nel 638, temendo il crescente potere e popolarità di Khālid, lo destituì dal comando quando era allo zenit della sua carriera militare. Al tempo della destituzione, Khālid avrebbe potuto rivoltarsi contro ʿUmar, ma dimostrò la sua fedeltà obbedendo all'ordine imperiale. Nel 642, alla vigilia della conquista della Persia, il Califfo, desiderando aumentare il morale delle sue truppe, decise di nominare di nuovo Khālid comandante di campo contro la Persia. Essendo già noto per le sue conquiste ai danni dell'Impero romano d'Oriente, affidare il comando della spedizione in Persia a Khālid avrebbe generato terrore ai comandanti persiani, molti dei quali avevano già affrontato Khālid nel 633 durante la sua conquista-lampo della Mesopotamia.
ʿUmar desiderava una vittoria sicura nelle campagne iniziali, che avrebbe aumentato il morale e la fiducia delle sue truppe e demoralizzato al contempo i Persiani. Prima che ʿUmar potesse riassumerlo come comandante, tuttavia Khālid perì a Homs (Emesa), dove risiedeva. Nelle varie campagne in Persia, il Califfo assunse i comandanti delle ali, del centro e della cavalleria dell'esercito. ʿUmar diede ordini rigorosi ai suoi comandanti di consultarsi con lui prima di intraprendere una qualsiasi mossa decisiva in Persia. Tutti i comandanti, prima di iniziare le campagne a loro assegnate, ricevettero l'ordine di inviare un rapporto dettagliato della geografia e della conformazione del terreno della regione e la posizione delle guarnigioni, forti, città e persiane. ʿUmar avrebbe successivamente inviato loro un piano dettagliato di come lui avrebbe voluto che fosse condotta la conquista di quella data regione. Solo le questioni tattiche furono lasciate alla libertà decisionale dei comandanti a seconda delle situazioni contingenti del momento. ʿUmar assunse i comandanti migliori a sua disposizione per la spedizione.

### Conquista della Persia centrale (Isfahan e Tabaristan)

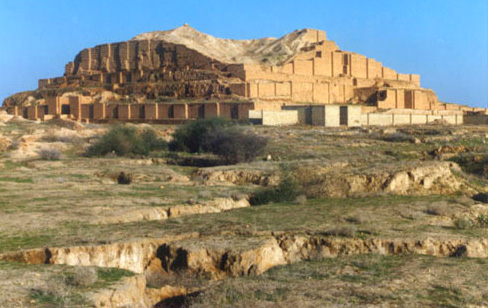
Lo ziggurat di Choqa zanbil in Khūzestān.

I preparativi e la pianificazione della conquista dell'Impero persiano furono completati all'inizio del 642. ʿUmar affidò a ʿAbd Allāh b. ʿItbān, comandante delle forze musulmane, la missione di invadere la regione di Isfahan. Da Nihavand, ʿAbd Allāh marciò verso Hamadan, che era già in mani musulmane. Da Hamadan, marciò poi a nordest a Rey, a circa 200 miglia da Hamadan, e assediò la città, che si arrese dopo una resistenza ostinata. Una volta espugnata Rey, ʿAbd Allāh marciò 230 miglia a sudest assediando la città di Isfahan; qui l'esercito musulmano fu rinforzato da truppe fresche provenienti da Baṣra e Kūfa sotto il comando di Abū Mūsā al-Ashʿarī e Aḥnaf b. Qays. Dopo un assedio di alcuni mesi, la città si arrese. Da Isfahan, ʿAbd Allāh marciò di nuovo di circa 240 km a nord-est verso Qom, che fu conquistata senza particolare resistenza. Questo era il termine della regione di Isfahan: più a nordest vi era la regione del Khurasan, mentre a sud-est si trovava il Sistan. Nel frattempo, Hamadan e Rey si erano ribellate. ʿUmar inviò Naʿīm b. Muqarrin, fratello di al-Nu'man ibn Muqarrin che era il comandante musulmano a Nihavand, perché reprimesse la rivolta e conquistasse la regione occidentale di Isfahan. Naʿīm marciò verso Hamadan da Isfahan. Dopo una sanguinosa battaglia, Hamadan fu riconquistata dai musulmani. Naʿīm si mosse quindi in direzione di Rey, dove i Persiani furono sconfitti dopo una vana resistenza al di fuori del forte, e la città fu riconquistata dalle forze califfali. I cittadini persiani accettarono la pace e il pagamento della jizya. Da Rey, Naʿīm si mosse a nord verso il Tabaristan, che si trova a sud del Mar Caspio. Il governatore del Tabaristan si arrese e accettò di firmare una pace che stabilì che avrebbe continuato a governare il Tabaristan ma per conto del Califfo e avrebbe pagato ogni anno la jizya. Tutto ciò avvenne nell'aprile 642. Naʿīm avanzò ancora più a nord e conquistò Qumas, Jurjān e Amul. Firmò anch'egli un trattato di pace con i locali secondo il quale essi accettarono la dominazione musulmana nella regione e il pagamento della jizya. Terminata la campagna nel 643, i musulmani erano ora padroni del Tabaristan. Ancora più a nord-ovest della regione si trova l'Azerbaigian.

### Conquista della Persia meridionale (Fārs)
Con Isfahan fermamente in mano islamica, la conquista del Fārs cominciò all'incirca nello stesso periodo in cui era cominciata la conquista del Tabaristan. Il primo esercito a penetrare nel Fars era sotto il comando di Majāʿa b. Masʿūd, e il suo obiettivo era Sabur. Majāʿa marciò da Baṣra a Tawwāj, dove sconfisse i Persiani in battaglia. Da Tawwāj, Majāʿa mosse a Sabur, città fortificata. Dopo un assedio di alcune settimane, la città si arrese e accettò di pagare la jizya. Con la conquista di Sabur da parte di Majāʿa, la missione di ibn Masʿūd era conclusa. Rinforzi giunsero sotto il comando di ʿUthmān b. Abī l-ʿĀṣ, che assunse il comando dell'esercito di Majāʿa. L'obiettivo di ʿUthmān era l'antica capitale persiana di Persepoli. ʿUthmān marciò da Tawwāj a Shiraz, che si arrese pacificamente. Da Shīrāz, ʿUthmān si mosse di 35 miglia a nord a Persepolis, che assediò. Dopo un assedio di alcune settimane, la città si arrese. Dopo che la missione di ʿUthmān si era conclusa con la conquista di Persepoli, avvenne ancora una volta un avvicendamento ai comandi. La missione successiva era di conquistare i distretti orientali di Fasā e del Dārābjerd e questa missione fu affidata a Sāriya b. Zunaym, detto anche Sāriya b. Ḥiṣn al-Duʾalī, il quale si mosse 80 miglia a sudest per espugnare Fasā e successivamente Dārābjerd, a 60 miglia da Fasā, dopo una fiera resistenza opposta dalle guarnigioni locali persiane. Con questa ultima vittoriosa spedizione, la conquista del Fārs fu completata alla fine del 642. Più ad est del Fārs si trovano il Kermān e il Sistan. Venne condotta quindi una campagna simultanea contro la Persia orientale (Sistān e Balochistān), meridionale (Kermān e Makrān) e nord.occidentale (Azerbaijan).

### Conquista della Persia sudorientale (Kerman e Makran)

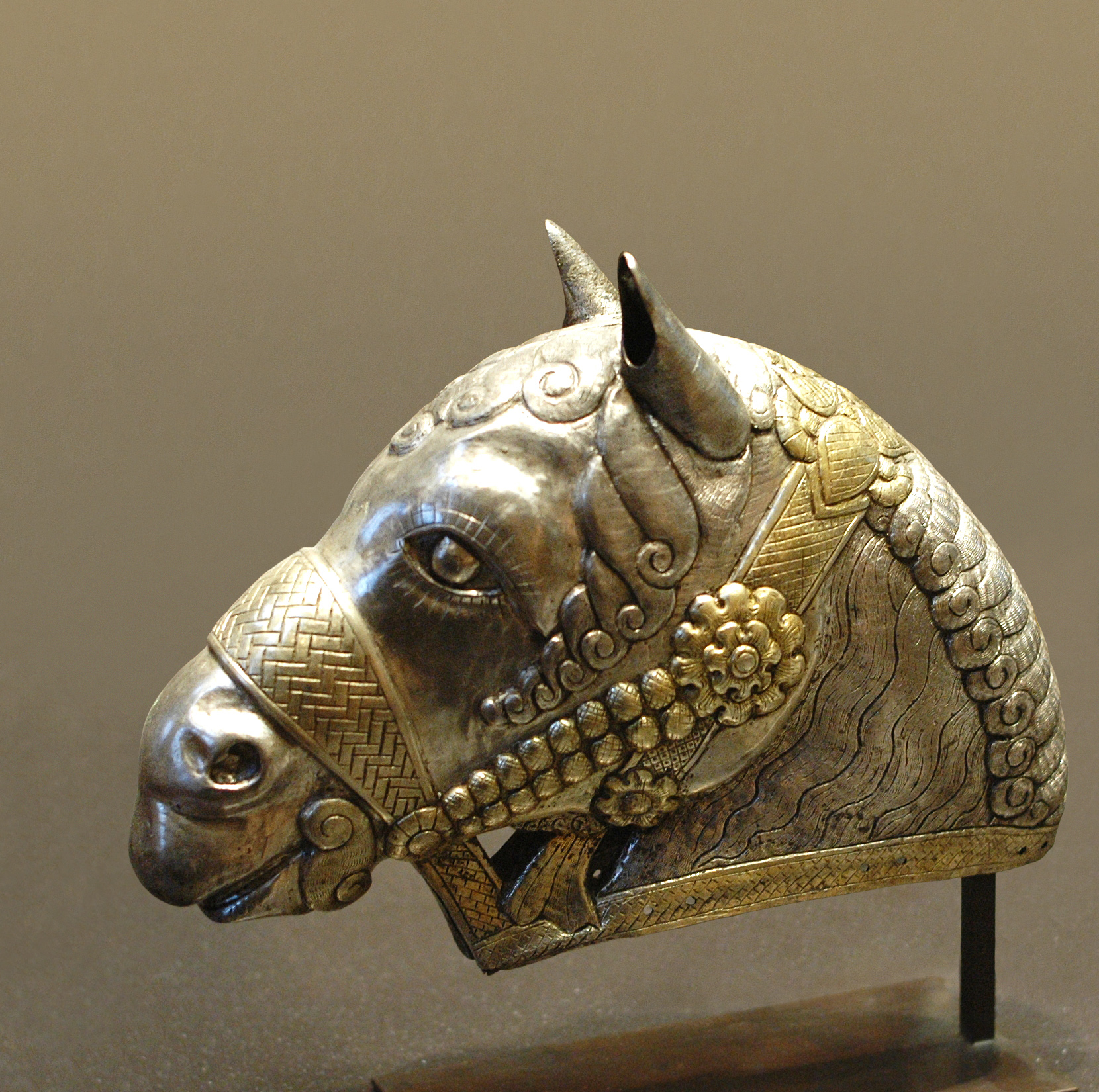
Testa di cavallo di epoca sasanide trovata a Kerman.

La spedizione a Kerman fu inviata all'incirca allo stesso tempo in cui vennero lanciate le spedizioni in Sistan e Azerbaigian. Il comando della spedizione fu affidato a Suhayl ibn 'Adi. Suhayl marciò da Baṣra nel 643, si unì con gli altri eserciti musulmani e marciò contro il Kerman, sottomesso dopo una battaglia in campo aperto con le guarnigioni locali. Ulteriormente ad est del Kerman si trova il Makran, parte dell'odierno Pakistan. Era il dominio del re Hindu di Rasil (Sindh). I domini della Dinastia Rai erano vasti, estendendosi dal Kashmir e Kanauj al Kandhar e Sistan e, a occidente, al Makran e a una parte del Debal, mentre al sud al Surat; la loro capitale era Alor e durante il loro dominio il Sindh era diviso in quattro province: Bahmanabad, Siwistan, Chachpur e la provincia del Multan e Punjab occidentale. Il Raja di Rasil concentrò immensi eserciti dal Sindh e dal Balochistan per contrastare l'avanzata dei musulmani. Suhayl fu rinforzato da ʿUthmān b. Abī l-ʿĀṣ proveniente da Persepoli, e al-Ḥakam ibn ʿAmr da Baṣra. Le forze combinate sconfissero Raja Rasil nella Battaglia di Rasil, che si ritirò oltre il fiume Indo. Ulteriormente più a oriente dell'Indo si trovava il Sindh. ʿUmar, dopo aver saputo che il Sindh era una regione povera e infruttuosa da conquistare, disapprovò la proposta di Suhayl di attraversare l'Indo. ʿUmar dichiarò quindi che il fiume Indo, barriera naturale, sarebbe stato da allora la frontiera orientale dei suoi domini. La campagna terminò a metà del 644.

### Conquista della Persia orientale (Sistān)
Si riteneva che il Sistan fosse la provincia più grande dell'Impero sasanide. A sud confinava con il Kirman e al nord con il Khorasan. ʿĀṣim b. ʿAmr, che aveva combattuto ad al-Qādisiyya e Nihavand, ricevette l'incarico di conquistare il Sistān. ʿĀṣim marciò da Baṣra attraversando il Fārs, e, dopo aver assunto il comando delle truppe musulmane che già si trovavano nel Fārs, invase il Sistān, sottomettendo diverse città senza trovare alcuna resistenza. ʿĀṣim raggiunse Zaranj, a 250 miglia da Kandahar, una cittadina dell'odierno Afghanistan meridionale, all'epoca capitale del Sistān. Dopo un assedio di alcuni mesi e dopo aver sconfitto i Persiani in una battaglia combattuta al di fuori della città, Zaranj si arrese con tutto il Sistān. Più ad oriente del Sistān vi era il Sindh settentrionale, che tuttavia il Califfo aveva vietato di invadere, essendo intenzionato dapprima a consolidare la dominazione musulmana nelle regioni da poco sottomesse.

### Conquista dell'Azerbaigian

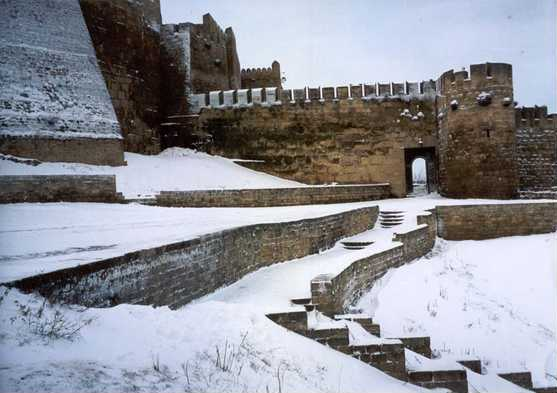
Fortezza sasanide a Derbent. Cadde in mano musulmana nel 643.

La conquista dell'Azerbaigian cominciò nel 643. Era parte di un attacco simultaneo lanciato contro il nord, sud ed est della Persia, dopo aver conquistato Isfahan e il Fars. Questi attacchi, brillantemente coordinati su più fronti, paralizzarono ciò che era rimasto dell'Impero persiano. Vennero sferrate spedizioni contro il Kirman e il Makran a sudest, contro il Sistan a nord-est e contro l'Azerbaigian a nord-ovest. Ḥudhayfa b. al-Yamān fu nominato comandante della spedizione di conquista dell'Azerbaijan. Ḥudhayfa marciò da Rayy nella Persia centrale a Zanjan, una fortezza persiana nel nord, molto ben fortificata e strenuamente difesa. Dopo aver sconfitto la guarnigione persiana, che era uscita dalla città per scontrarsi in battaglia con gli Arabi, Ḥudhayfa conquistò la città e, seguendo gli ordini del Califfo ʿUmar, costrinse gli abitanti della città a pagare la jizya. Da Zanjan, Ḥudhayfa marciò a Ardabil che si arrese senza opporre resistenza, dopodiché Ḥudhayfa continuò la sua marcia a nord lungo la costa occidentale del Mar Caspio e conquistò con la forza Bāb al-Abwāb. A questo punto Ibn al-Yamān fu richiamato dal Califfo ʿUmar. Bukayr ibn 'Abd Allah e ʿUṭba b. Farqad gli succedettero, e ricevettero l'ordine di attaccare da due fronti l'Azerbaijan. Bukayr doveva marciare a nord lungo la costa occidentale del Mar Caspio mentre ʿUṭba doveva colpire direttamente il cuore dell'Azerbaijan. Lungo la via, Bukayr fu attaccato da un grande esercito persiano condotto da Isandir, che tuttavia fu sconfitto e catturato dagli Arabi in battaglia; Isandir, per essere risparmiato, accettò di cedere le sue terre in Azerbaijan e a persuadere altri a sottomettersi alla dominazione musulmana. ʿUṭba b. Farqad sconfisse Bahram, fratello di Isandir, il quale anche lui implorò la pace. Venne firmato un trattato secondo il quale l'Azerbaijan si arrese al Califfo ʿUmar accettando di pagare ogni anno la jizya. La spedizione era cominciata alla fine del 643.

### Conquista dell'Armenia

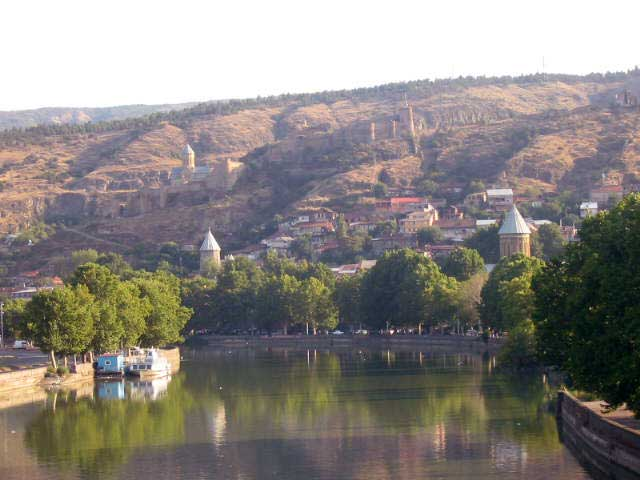
Tbilisi, caduta in mano delle forze dei Rāshidūn nel 644.

L'Armenia bizantina era già stata conquistata nel 638-639. L'Armenia persiana si trovava a nord dell'Azerbaijan. A parte il Khurasan e l'Armenia, l'intero Impero persiano si trovava ora sotto il controllo musulmano. Tuttavia ʿUmar decise di non sottovalutare i Persiani e questo è il segreto che gli permise di conquistare rapidamente l'Impero persiano. Ancora una volta il Califfo decise di lanciare spedizione simultanee nel lontano nord-est e nord-ovest dell'Impero persiano. Una spedizione fu inviata in Khurasan alla fine del 643 e all'incirca allo stesso tempo un'altra spedizione fu mandata contro l'Armenia. Bukayr ibn 'Abd Allah, che aveva recentemente sottomesso l'Azerbaijan, ricevette la missione di conquistare Tiflis, capitale della Persarmenia. Da Bab al-Abwab, sulla costa occidentale del Mar Caspio, Bukayr continuò la sua marcia a nord. ʿUmar decise di mettere in pratica la sua strategia tradizionale e vittoriosa degli attacchi su più fronti. Mentre Bukayr era ancora a diverse miglia di distanza da Tiflis, ʿUmar gli ordinò di dividere in tre parti il suo esercito. ʿUmar affidò a Ḥabīb b. Maslama l'incarico di conquistare Tiflis, ad ʿAbd al-Raḥmān b. Rabīʿa il compito di marciare a nord verso le montagne e a Ḥudhayfa di marciare verso le montagne a meridione. Ḥabīb espugnò Tiflis e la regione fino alla costa orientale del Mar Nero. ʿAbd al-Raḥmān b. Rabīʿa marciò a nord fino ai Monti del Caucaso e sottomise le tribù locali. Ḥudhayfa marciò a sudest nella regione montagnosa e anch'egli sottomise le tribù locali. L'avanzata in Armenia giunse a una fine con l'assassinio del Califfo ʿUmar nel novembre 644. In quel momento quasi tutto il Caucaso meridionale era in mano islamica.

### Conquista del Khorasan

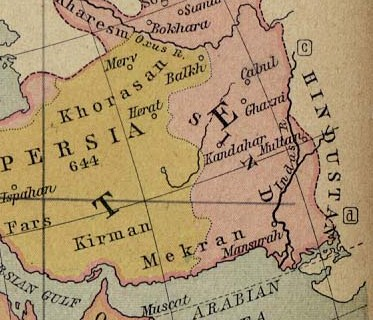
Il Khorasan si trova immediatamente a nord della Persia.

Il Khorasan era la seconda provincia per ordine di grandezza dell'Impero sasanide. Comprendeva l'Iran nordorientale, l'Afghanistan nordoccidentale e il Turkmenistan meridionale. La sua capitale era Balkh, nell'Afghanistan settentrionale. Alla fine del 643 la missione di conquistare il Khorasan fu assegnata ad Aḥnaf b. Qays. Aḥnaf marciò da Kufa, prendendo una via poco utilizzata che attraversava Rey e Nīshāpūr. Rey era già in mano musulmana mentre Nīshāpūr si arrese senza opporre resistenza. Da Nishapur Aḥnaf marciò su Herat, una città fortificata che si trovava nell'Afghanistan occidentale. Dopo un assedio di alcuni mesi la città si arrese. Con la resa di Herat, l'intero Khorasan meridionale era caduto in mano islamica. Una volta sottomessa Herat, Aḥnaf marciò a nord in direzione di Merv, nell'odierno Turkmenistan. Merv era la capitale del Khorasan, nonché residenza della corte di Yazdegerd III. Alla notizia dell'avanzata musulmana, Yazdegerd III fuggì a Balkh. Senza trovare alcuna resistenza, i musulmani occuparono Merv, dove Aḥnaf risiedette per qualche tempo in attesa di rinforzi da Kufa. Nel frattempo Yazdegerd cercò di ricostituire un esercito in grado di opporsi agli Arabi, ottenendo inoltre un'alleanza con il Khan del Ferghana, che gli inviò un contingente di rinforzi turchi condotti da lui stesso per aiutarlo contro gli Arabi. ʿUmar ordinò di fare in modo che i Turchi abbandonassero Yazdegerd al suo destino, e, per merito di Aḥnaf, il Khan del Ferghana ci ripensò e rifiutò di aiutare Yazdegerd contro gli Arabi comprendendo che combattere contro gli Arabi avrebbe potuto mettere in pericolo il suo regno. L'esercito di Yazdegerd fu sconfitto nella Battaglia del fiume Oxus e costretto a ritirarsi lungo l'Oxus in Transoxiana. Yazdegerd III riuscì infine a trovare riparo in Cina. Balkh fu occupata dai musulmani, e, con questa occupazione, la guerra persiana si era conclusa, con l'estinzione dell'Impero persiano. Aḥnaf ritornò a Merv e inviò una relazione dettagliata delle operazioni a ʿUmar, nella quale descrisse la caduta dell'Impero persiano e chiese il permesso di attraversare il fiume Oxus e invadere la Transoxiana. ʿUmar ordinò invece ad Aḥnaf di desistere, invitandolo piuttosto a cercare di consolidare il dominio islamico a sud dell'Oxus.

## Rivolta persiana
Il Califfo ʿUmar fu assassinato nel novembre 644 da uno schiavo persiano (o cristiano). L'assassinio è stato spesso considerato da diversi storici come una sorta di cospirazione persiana contro ʿUmar. Si narra infatti che il mandante dell'omicidio fosse stato Hormuzan. Il Califfo ʿUthmān b. ʿAffān (644-656) succedette a ʿUmar. Durante il suo regno quasi tutto il territorio sasanide si rivoltò di volta in volta alla dominazione islamica fino al 651, quando l'ultimo imperatore sasanide fu assassinato presso Merv, causando l'estinzione della dinastia sasanide e della resistenza persiana ai musulmani. Il Califfo ʿUthmān dovette dunque inviare diverse spedizioni militari per reprimere le rivolte e pacificare la Persia. Il Califfato si espanse ulteriormente oltre i confini dell'Impero sasanide sottomettendo la Transoxiana, il Baluchistan e il Caucaso. Le rivolte principali insorsero nelle province persiane di Armenia, Azerbaijan, Fars, Sistan (nel 649), Tabaristan, Khorasan (651), e Makran (650).

## Fine della dinastia sasanide
Yazdegerd III, dopo essere stato sconfitto nella Battaglia del fiume Oxus nel 651, fu incapace di mettere in campo un altro esercito e divenne un fuggitivo ricercato.

In seguito alla battaglia fuggì in Asia Centrale alla corte del Khan del Ferghana, per poi stabilirsi in Cina. Nonostante tutto Yazdegerd III sperava ancora di ritornare in Persia cacciando gli Arabi e cercò di motivare la popolazione persiana sottomessa dagli Arabi a insorgere. Le rivolte della popolazione persiana furono però sempre represse con successo dagli eserciti islamici inviati per reprimerle. Durante il regno del Califfo ʿUthmān, Yazdegerd III ritornò in Battria e il Khurasan si rivoltò al Califfato. ʿAbd Allāh b. ʿĀmir represse la rivolta sconfiggendo le truppe di Yazdegerd, che cominciò quindi a fuggire da un distretto a un altro fino a quando non fu ucciso a Merv nel 651.

## La Persia sotto la dominazione islamica

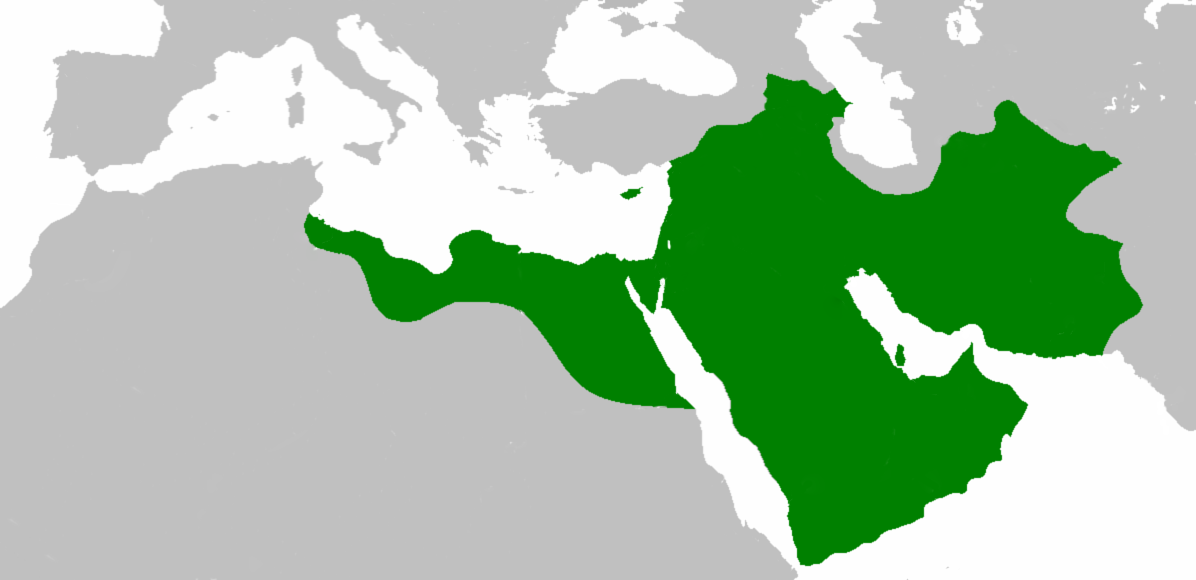
Il Califfato dei Rashidun al suo apogeo sotto il terzo califfo, ʿUthmān b. ʿAffān (654)
Possedimenti del Califfato dei Rashidun

Possedimenti del Califfato dei Rashidun
Secondo Bernard Lewis:
(Bernard Lewis)

### Amministrazione
Sotto ʿUmar e i suoi immediati successori, i conquistatori arabi tentarono di mantenere la loro coesione politica e culturale malgrado le attrattive delle civiltà che avevano conquistato. Gli Arabi inizialmente si insediarono nelle città di guarnigione piuttosto che su terreni sparsi.
I nuovi sudditi non-musulmani erano protetti dallo stato e noti come dhimmi ("protetti"), e dovevano pagare una tassa speciale, la jizya ("testatico"), che era calcolata per individuo secondo diversi fattori, in genere due dirham per ogni uomo abile che avesse raggiunto l'età per il servizio militare, in cambio per la loro esenzione dal servizio militare. Donne e bambini erano esentati dal pagamento della jizya.
Le conversioni di massa non erano né desiderate né permesse, almeno nei primi secoli di dominazione araba Il Califfo ʿUmar adottò politiche liberali nei confronti dei dhimmi. Queste politiche furono adottate per rendere le terre conquistate meno propense ad insorgere contro i loro nuovi padroni e quindi rendere più pronte ad accettare la colonizzazione araba, anche perché gli Arabi li avevano liberati dall'intollerabile sistema di inferiorità sociale del vecchio regime sasanide.
Si narra che ʿmar avesse emanato i seguenti provvedimenti a favore dei "protetti":
Le politiche liberali di ʿUmar b. al-Khaṭṭāb vennero portate avanti almeno dai suoi successori immediati. Morendo, ʿUmar disse come ultime parole al suo successore:
Praticamente la jizya sostituiva le tasse individuali imposte dai Sasanidi, che tendevano ad essere molto più alte della jizya. Oltre alla jizya fu anche adottata la vecchia tassa sulla terra sasanide (nota in arabo come kharāj). Si narra che il Califfo ʿUmar avesse incaricato una commissione per controllare che le tasse sulla terra non fossero insostenibili per la popolazione. Si narra che i zoroastriani erano sottoposti all'umiliazione e al ridicolo quando pagavano la jizya per farli sentire inferiori.
Almeno sotto i Rāshidūn e i primi Omayyadi, il sistema amministrativo del tardo periodo sasanide fu in larga parte mantenuto.

Era un sistema piramidale dove ogni quarto dello Stato era diviso in province, le province in distretti, e i distretti in sotto-distretti.

Le province erano chiamate ustan, i distretti shahr, centrati su una capitale di distretto, nota come shahrestan. I sotto-distretti erano chiamati tasok in lingua persiana e tassuj (plurale tasasīj) in lingua araba.

### Religione
Essendo effettivamente stati riconosciuti come dhimmi sotto i califfi Rāshidūun, a condizioni che pagassero ogni anno la jizya, gli Zoroastriani erano a volte lasciati largamente a sé stessi, ma questa pratica variava da area a area. A causa dei loro interessi finanziari, gli Omayyadi in genere scoraggiavano la conversione dei non-Arabi, perché i dhimmi costituivano per lo Stato una considerevole fonte di entrate (jizya).

Prima della conquista, i Persiani erano stati principalmente Zoroastriani. Lo storico al-Mas'udi, un arabo nato a Baghdad e autore di un esaustivo trattato di storia e geografia risalente al 956 circa, narra che dopo la conquista: 
Aggiunse anche Sindh e Sin del subcontinente indiano (al-Hind) alla lista. Questa affermazione generale di al-Masʿūdī è pienamente confermata dai geografi medievali che fanno cenno di templi del fuoco in molte città iraniane.
I dominatori musulmani, nel loro tentativo di incentivare la conversione, incoraggiavano la partecipazione alle preghiere musulmane promettendo ricompense in denaro e permisero che il Corano fosse recitato in lingua persiana invece che in lingua araba per renderlo comprensibile a tutti. L'Islam fu prontamente accettato dai zoroastriani che vennero impiegati come artigiani o operai nell'industria perché, secondo il dogma zoroastriano, i lavori che comportavano la profanazione del fuoco li rendevano impuri. Tuttavia, i missionari musulmani non incontrarono difficoltà a spiegare i principi islamici ai Zoroastriani, perché vi erano molte similarità tra le due fedi. Solo per fare un esempio, secondo Thomas Walker Arnold, il Persiano avrebbe incontrato Ahura Mazdā e Ahriman sotto i nomi di Allah e Iblīs. In Afghanistan, l'Islam fu diffuso dai missionari omayyadi particolarmente sotto il regno di Hisham ibn 'Abd al-Malik e ʿUmar b. ʿAbd al-ʿAzīz.
Vi erano anche comunità di cristiani ed ebrei, minoranze di buddisti e altri gruppi religiosi. Tuttavia, si verificò gradualmente una lenta conversione della popolazione all'Islam. La nobiltà e gli abitanti delle città furono tra i primi a convertirsi. L'Islam si diffuse più lentamente tra i contadini e i dehqān (proprietari terrieri). Entro la fine del X secolo, la maggioranza dei Persiani era diventata musulmana.
Secondo Biancamaria Scarcia Amoretti, nella Cambridge History of Iran, i conquistatori portarono con essi una nuova religione e una nuova lingua, ma non la imposero coercitivamente. Pur dando loro libertà di scelta, tuttavia, i conquistatori promisero privilegi ai convertiti.

## Lingua
Sotto il Califfato dei Rashidun, la lingua ufficiale della Persia rimase il Persiano, proprio come le lingue ufficiali della Siria e dell'Egitto rimasero il Greco e il Copto. Tuttavia, sotto il loro califfato, gli Omayyadi imposero l'Arabo come lingua primaria di tutti i popoli sudditi dell'Impero, spodestando le loro lingue indigene. Sebbene un'area dall'Iraq al Marocco parli tuttora Arabo, il Persiano riuscì nonostante tutto a sopravvivere. Molta della sua struttura e dei suoi vocaboli sopravvissero, evolvendosi nella moderna lingua persiana. Tuttavia, il Persiano incorporò diversi vocaboli arabi, specialmente quelli relativi alla religione, e passò dall'alfabeto aramaico Pahlavi a una versione modificata dell'alfabeto arabo.